# Gliptoteca Monjo
La Gliptoteca Monjo és un edifici del municipi de Vilassar de Mar (Maresme) que forma part de l'Inventari del Patrimoni Arquitectònic de Catalunya.

## Descripció
És un edifici civil, antic casal del segle xviii reformat. Consta de planta baixa, pis i golfes. Obert per una teulada de dues vessants amb el carener paral·lel a la façana. Té quatre obertures per planta, amb balcons amb el primer pis. Un gran finestral a la planta esquerra recorre la façana de dalt a baix. Totes les obertures presenten la llinda i els brancals realitzats amb carreus de pedra, igual que els angles de l'edifici.

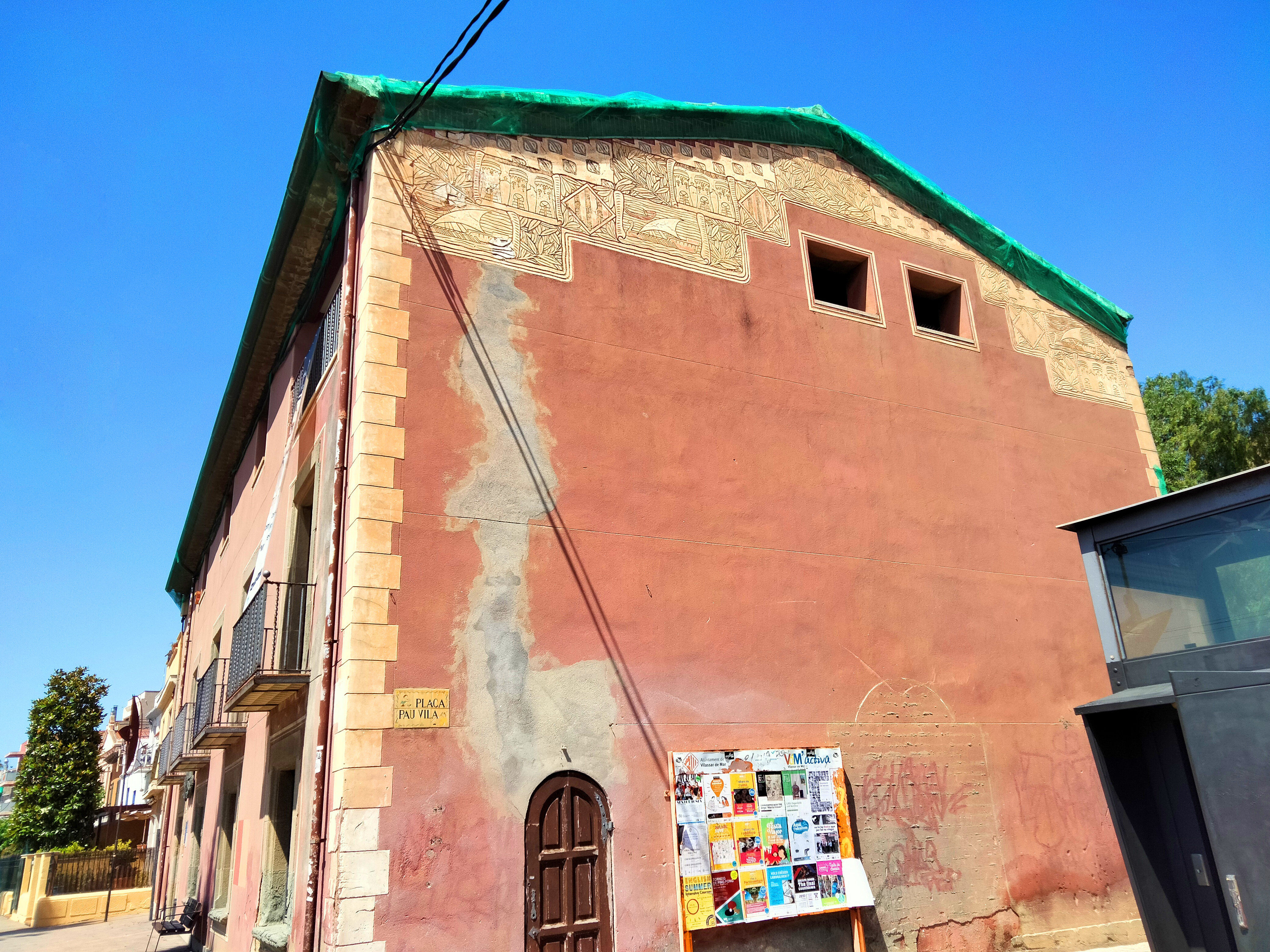
Detall del mur lateral dret, coronat amb esgrafiats

Destaca el mur lateral dret pels seus esgrafiats realitzats en la primera reforma de començaments de segle per Eduard Ferrés i Puig situats a la part superior del mur, té tipus figuratiu.

## Història
L'edifici original del qual se'n conserva tota l'estructura data de l'any 1762. Des de llavors s'han modificat notablement moltes de les seves obertures, que s'havien conservat a la primera reforma d'Eduard Ferrés i Puig, especialment el portal d'entrada que havia estat d'arc de mig punt dovellat. En aquesta primera reforma es conservà la façana intacta, afegint-s'hi els esgrafiats que malauradament s'eliminaren posteriorment, només es conserven els del mur lateral dret. El 1974 es realitzà la reforma actual. En el moment present el casal acull la Gliptoteca Monjo, amb una bona mostra de l'escultor vilassarenc Enric Monjo.